# Maria Bakunin
Maria Mikhailovna Bakunin, née le 2 février 1873 et morte le 17 avril 1960, est une chimiste et biologiste russo-italienne.

## Biographie

### Jeunesse et éducation
Maria Mikhailovna Bakunin naît le 2 février 1873 à Krasnoïarsk (Russie). Elle est officiellement la fille du révolutionnaire et anarchiste russe Mikhaïl Bakounine et d'Antonia Kwiatkowska, une déportée politique polonaise. Son père biologique serait l'avocat et anarchiste italien Carlo Gambuzzi (1837-1902), avec qui Antonia entretenait une liaison. Quand Mikhaïl meurt en 1876, Antonia part s'installer à Naples avec les enfants auprès de Carlo.
Bakunin obtient son doctorat de l'université de Naples - Frédéric-II en 1895 avec une thèse sur la stéréochimie, sous la direction d'Agostino Oglialoro-Todaro, chimiste et directeur de l'Institut de chimie, dont elle deviendra plus tard épouse et collègue. En 1900, elle reçoit le prix académique de Naples en physique et mathématiques.

### Carrière

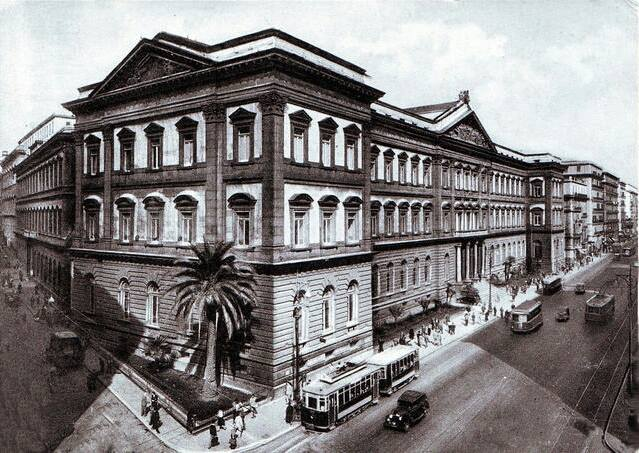
Université de Naples, première partie du XXe siècle

En 1909, Bakunin commence à enseigner la chimie appliquée à l'École supérieure polytechnique de Naples, où elle devient titulaire de la chaire en chimie technologique appliquée en 1912. En 1906, elle fait partie d'un groupe d'étude sur les éruptions du Vésuve, avec la journaliste Matilde Serao, et en analyse les cendres. Ses recherches sur le schiste bitumineux et les dépôts ichtyologiques des montagnes de Salerne lui permettent de présenter une carte géologique de l'Italie en 1909.
Bakunin s'intéresse également aux acides phénylnitrocinnamiques et leurs isomères stéréométriques, les isomères géométriques des acides nitrocinnamiques et oxycinnamiques. Elle conçoit une méthode originale pour réaliser la cyclisation (déshydratation) en utilisant de l'anhydride phosphorique dispersé dans un solvant. Elle l'utilise pour la « synthèse » d'éthers phénoliques de différents acides. Cette même méthode sera ensuite utilisée en Angleterre pour préparer l'aspirine. Elle décrit les processus de condensation, en présence de métaux et de leurs chlorures, entre halogénures et aromatiques et phénols ou amines, arrivant à la préparation, avec de meilleurs rendements de substances connues ou nouvelles telles que la b-benzylnaphtol, la benzylrésorcinol, la benzylpyrocatéchine.
Entre 1911 et 1930, elle est consultante pour des localités et entreprises intéressées par le développement industriel des mines d'ichtyol dans la commune de Giffoni.
En 1923, son époux meurt. En 1925, elle participe au deuxième congrès de chimie pure et appliquée à Palerme, contribuant à l'analyse des schistes trouvés en Sicile, Castroreale et Barcelone, à travers une étude menée sur les montagnes Peloritani. Ces études confirmeront les compétences de Bakunin dans le domaine technique, elle s'arrêtera pour décrire la zone de destination probable de la distillerie et la description du phénomène appelé «cracking» par lequel le pyro-bitume d'origine est dépolymérisé en se séparant du carbone fixe.
Elle prend sa retraite de l'Université en 1943. Après la seconde guerre mondiale, elle s'attelle, avec Benedetto Croce, à la reconstruction de l'Académie pontanienne. Elle en est élue présidente en 1944.
Bakunin meurt à Naples le 17 avril 1960.